# 바둑TV배 마스터스
바둑TV배 마스터스는 한국기원이 주최ㆍ주관하고 바둑TV가 주관 방송하는 바둑 대회이다.

## 대회 방식
- 예선을 통과한 48명의 본선 진출자와 랭킹상위 16명의 시드자가 본선 64강에서 32강 진출을 다툰다.
- 이번 대회는 32강 지명식이 새로 도입됐다. 랭킹 상위부터 순서대로 32강 진출 선수 본인이 직접 토너먼트 위치를 선택하는 방식으로 대국자가 직접 상대를 선택하게 된다.

## 대국 규정
- 제한시간은 각자 30분에 매수 30초씩 추가되는 시간누적제.

## 대회 상금
- 우승상금은 3000만원, 준우승상금은 1000만원이다.

## 역대 우승자
| 회수 | 연도 | 우승        | 전적 | 준우승      |
| ---- | ---- | ----------- | ---- | ----------- |
| 1    | 2019 | 박정환 九단 | 2-0  | 신진서 九단 |